# Pole position
La pole position, primera posición o simplemente pole, es el término que se utiliza en ciertas modalidades de automovilismo y motociclismo en circuito para designar el primer lugar en la parrilla de salida de una carrera. La frase tiene su origen en la hípica, donde el primer corredor salía desde el lugar más próximo a los postes interiores.

## Formato de clasificación
Las posiciones de salida de una carrera normalmente se determinan sobre la base de una o más sesiones previas de clasificación, donde los pilotos tratan de establecer su vuelta más rápida, o sobre la base de las posiciones que obtuvieron en la carrera anterior.
Diferentes categorías del deporte del motor usan diferentes formatos para determinar el corredor que tiene la oportunidad de salir desde la primera posición.

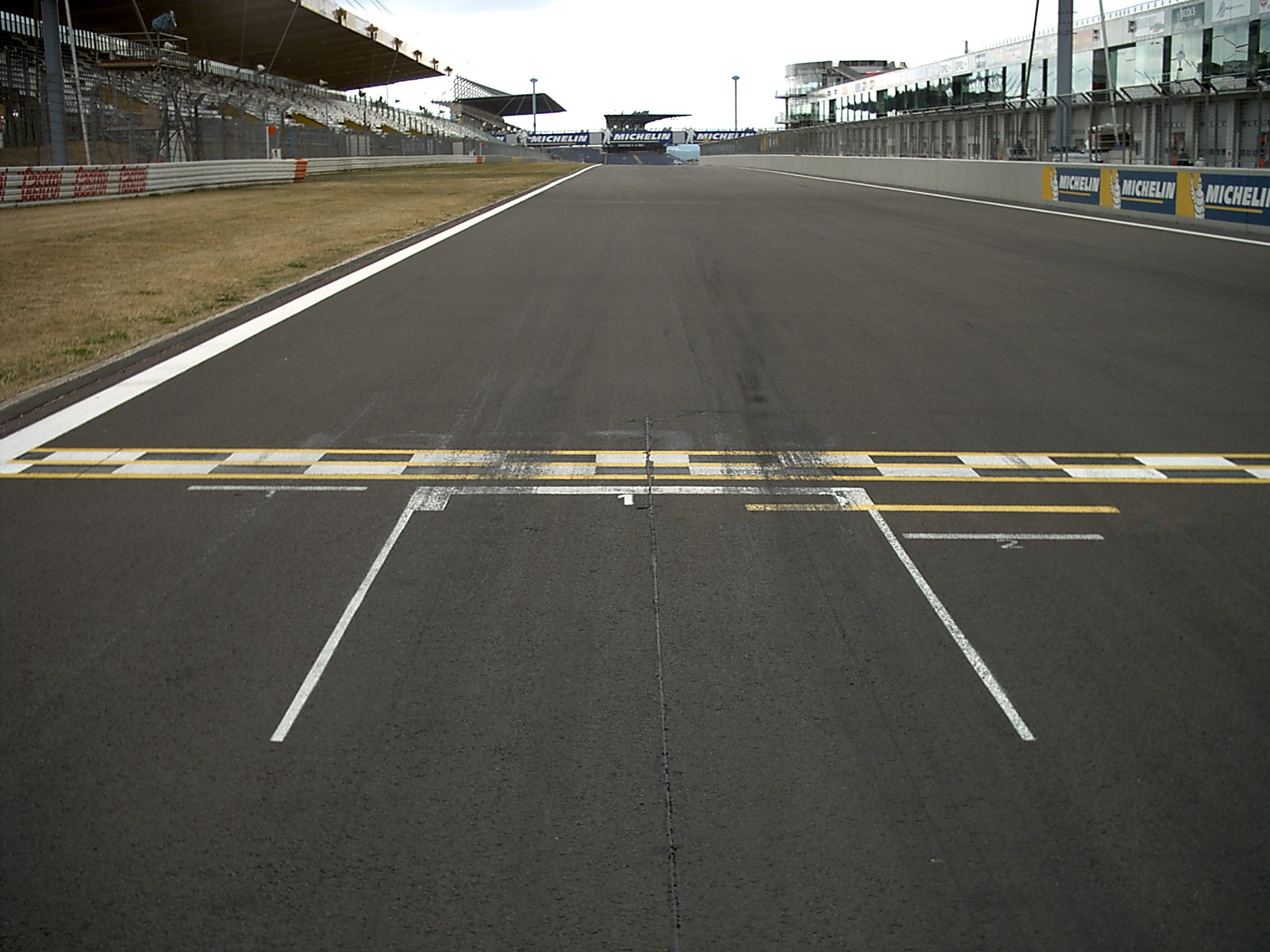
Visión de la recta de meta desde la pole position.

### Fórmula 1
- 1950-1995: este fue el sistema de clasificación más longevo en la historia de la Fórmula 1, ya que se empleó durante 46 temporadas. Se celebraban dos sesiones de una hora: una, el viernes, y otra, el sábado. El mejor tiempo de cada piloto en cualquiera de las dos sesiones contaba para la parrilla de salida.
- 1996-2002: se celebra una única sesión de una hora el sábado. Se cuenta el mejor tiempo de cada piloto. Cada piloto puede dar un máximo de doce vueltas y hacer tres salidas de la calle de talleres.
- 2003-2004: cada piloto puede hacer una única vuelta de clasificación, sin tráfico, el sábado a una hora marcada por la FIA. Los pilotos salen en orden inverso a la clasificación de la última sesión de entrenamientos libres y, en su defecto, en orden inverso al de la última carrera. Los pilotos deben dar la vuelta de clasificación con la misma carga de gasolina con la que empezarán la carrera.
- 2005

- Hasta el 22 de mayo: se volvieron a utilizar dos sesiones de clasificación, aunque en esta ocasión, la primera se celebraba el sábado y la segunda, el domingo antes de la carrera. En la primera sesión, los coches marcaban un tiempo con la gasolina mínima; mientras que en la segunda, marcaban un segundo tiempo con la carga de gasolina con la que querían comenzar la carrera. La suma del tiempo de las dos sesiones contaba para la parrilla.
- A partir del 23 de mayo: Se vuelve al sistema de clasificación empleado entre 2003 y 2004.

- 2006-2007: se instauró un nuevo sistema de clasificación por eliminación. Se celebraban tres sesiones, en las que no había límite de vueltas. Todas las sesiones se realizaban el sábado en un intervalo de una hora aproximadamente. La primera sesión duraba 15 minutos, y en ella, los 22 pilotos marcaban tiempos. Los 6 vehículos con peor tiempo quedaban eliminados, no pudiendo participar en la siguiente sesión, y saliendo en la parrilla de salida en la posición en la que quedaron en esta ronda, aunque podían elegir la cantidad de gasolina con la que saldrían en carrera. En la segunda sesión competían 16 coches y seguía el mismo procedimiento: 15 minutos de duración, en los que no se cuentan los tiempos de la anterior sesión y los 6 monoplazas con peores tiempos quedaban eliminados, pudiendo elegir también la carga de gasolina para la carrera y saliendo en parrilla en las posiciones obtenidas en esta sesión. La tercera sesión, en la que participaban los 10 monoplazas restantes, duraba 20 minutos, y en esta, los monoplazas competían con la cantidad de gasolina con la que empezarían en la carrera. Los mejores tiempos marcados en estos 20 minutos decidían el orden de las 10 primeras posiciones de la parrilla.
- 2008-2014: se cambió ligeramente el formato de clasificación anterior, que seguía siendo el mismo a grandes rasgos. Este sistema sigue contando con tres sesiones de clasificación (denominadas Q1, Q2 y Q3) en las que se van eliminando pilotos de manera progresiva. La primera sesión, o Q1, dura 20 minutos, y en ella se eliminan los tiempos más lentos, dependiendo del número de coches participantes (los 5 más lentos cuando compiten 20 monoplazas; los 6 más lentos cuando participan 22 coches; y los 7 más lentos si participan 24 monoplazas), saliendo en la posición que hayan ocupado en esta sesión, y pudiendo elegir la carga de gasolina para la carrera. La segunda sesión, o Q2, dura 15 minutos, y en ella se vuelven a eliminar a los pilotos más lentos, siguiendo el mismo procedimiento usado en la Q1 (5 eliminados si hay 15 coches, 6 si hay 16 coches, y 7 si hay 17 coches). Los eliminados salen en las posiciones obtenidas y pueden elegir la carga de gasolina para la carrera. La tercera sesión, o Q3, dura 10 minutos, y en ella, compiten los 10 pilotos restantes, contando sus tiempos para la parrilla. En cuanto a la carga de gasolina usada en la Q3, desde 2008 hasta 2009, los pilotos participantes en esta sesión debían competir con la carga de gasolina a usar para la carrera. Desde 2010 y debido a la prohibición de los repostajes en carrera, los pilotos participantes en la Q3 pueden elegir la carga de gasolina que quieran. En 2015, debido a la limitación de los motores y al uso del motor eléctrico, se modifican los tiempos de Q1, Q2 y Q3 a 18, 15 y 12 minutos respectivamente.
- 2016 (hasta el Gran Premio de Baréin): se cambió el sistema de clasificación para 2016. Este sistema cuenta con 3 sesiones de clasificación (denominadas Q1, Q2 y Q3) en las que se eliminan pilotos de manera progresiva. La Q1 dura 16 minutos, y en ella a partir de los 7 minutos (por cada minuto y medio) se eliminan los tiempos más lentos. De los 22 pilotos, solo 15 pasan a la Q2. La Q2 dura 15 minutos, 1 minuto menos que en la Q1. A partir de los 6 minutos (por cada minuto y medio) se eliminan los tiempos más lentos. De los 15 pilotos, tan solo pasan 8. La Q3 dura 14 minutos, dos menos que la Q1 y 1 menos que la Q2. A partir de los 5 minutos (por cada minuto y medio) se eliminan los tiempos más lentos. De los ocho pilotos, se termina la clasificación cuando los 2 más rápidos pelean por la pole. Sin embargo, a partir del Gran Premio de China volvió la clasificación restablecida de 2015, por la protesta de los jefes de equipos y pilotos.

### Competiciones estadounidenses
- NASCAR: las posiciones de salida se determinan mediante el cronometraje de dos vueltas (o una vuelta, en los circuitos de la Copa NASCAR). La vuelta más rápida marca la pole.
- Copa IndyCar: hasta 2010, el formato de Clasificación constaba, a excepción de la clasificación especial en Indy 500 determinada por una clasificación a cuatro vueltas por cada vehículo, de una tanda de una hora en grupos de coches con el combustible necesario para la clasificación en los circuitos callejeros/permanentes. Desde 2011 consta de tres sesiones en los circuitos agrupados en una tanda dividida en dos grupos clasificatorias de 20 minutos, luego una siguiente etapa tomando a los mejores clasificados de ambos grupos, y al final se determinan los mejores seis pilotos en la tercera ronda para la largada, los demás pilotos determinan sus posiciones dependiendo los tiempos que obtuvieron entre las dos primeras rondas clasificatorias.

- 500 millas de Indianápolis: la primera posición se determina una semana antes de la carrera, específicamente el día sábado y domingo previo a la competencia, el día sábado es conocido históricamente como el pole day o día de posicionamiento, el cual consiste en una tanda de cada piloto que realiza en su coche dos vueltas al circuito buscando tener uno de los mejores tiempos posibles, clasificando para formar la parrilla de salida del 1.º al 9.° que se divide en un primer segmento clasificatorio, seguido posteriormente de un segundo segmento clasificatorio para los pilotos que no consiguieron mejorar los tiempos en un segundo segmento, si no logran clasificar en los dos segmentos quedarán a espera de ser posible que sus tiempos sean válidos para ser ubicados en la grilla entre las posiciones 10.ª a la posición 24.°, lo cual significa que en esta última tanda no pueden ir a clasificar por las primeras posiciones de privilegio. La velocidad promedio es lo que determina las posiciones, incluida la pole. El mejor tiempo establecido en una sesión previa siempre saldrá por delante de un mejor tiempo establecido en una sesión posterior. El día domingo es conocido como el Bump Day, el día en el cual aquellos pilotos que no lograron establecer la velocidad requerida y el tiempo que les permitiera asegurar posición de partida el día del pole day o que se quedaron sin tiempo por alguna situación especial, se les sigue dando la oportunidad de clasificar el día domingo, pero ya no van por las posiciones de privilegio, sino por las posiciones del 25.° al 33.°, pero como en la tanda del sábado, estas últimas posiciones se determinan también sumando los promedios de velocidad y de tiempos obtenidos el día sábado y en las tres tandas de dos vueltas el domingo para finiquitar las posiciones finales de salida, los que no lograsen dicho objetivo, quedan oficialmente descartados para la carrera.